# Vera, Tây Ban Nha
Vera là một đô thị thuộc tỉnh Almería, ở cộng đồng tự trị Andalusia, Tây Ban Nha. Đô thị này có diện tích 58 km², dân số năm 2005 là 10.439 người.

## Biến động dân số
| 1999  | 2000  | 2001  | 2002  | 2003  | 2004  | 2005   |
| ----- | ----- | ----- | ----- | ----- | ----- | ------ |
| 6,926 | 6,930 | 7,351 | 7,970 | 8,717 | 9,504 | 10,439 |

Nguồn: INE (Tây Ban Nha)